# ウェイン郡 (ウェストバージニア州)
ウェイン郡（英: Wayne County）は、アメリカ合衆国ウェストバージニア州の西部に位置する郡である。2010年国勢調査での人口は42,481人であり、2000年の42,903人から1.0%減少した。郡庁所在地はウェイン町（人口1,413人）である。郡内には州西部の中核市であるハンティントン市が一部入っている。
ウェイン郡はケンタッキー州とオハイオ州にも跨るハンティントン・アシュランド大都市圏に属している。2010年時点で都市圏人口は287,702人である。2013年2月28日から都市圏の定義が変わり、人口は363,000人となった。

## 歴史
ウェイン郡はバージニア州時代の1842年に、キャベル郡から分離して設立された。郡名は"マッド"・アンソニー・ウェイン将軍に因んで名付けられた。

### 開拓
ウェイン郡となった地域は、すでにそこに住んでいたインディアンから常に脅威があったために、白人の開拓が始まったのは1794年以降だった。この年、"マッド"・アンソニー・ウェイン将軍が、フォールン・ティンバーズの戦いでショーニー族インディアンを破り、この地域は安全なものになった。
ヨーロッパ人による最初の恒久的開拓地ができたのは1800年頃であり、当時はカナー郡に属していた。初期開拓者の大半は自給自足農民だった。自分達の食べる食料を栽培し、羊を育て、毛織物を織り、周辺の森から切り出した木材で建物を建て、家具や道具を作った。自分達で作れないような商品は交易基地で提供された。後にウェイン、ディクソン、イーストリンの南、ラバレットに製粉所ができ、トウモロコシや小麦を挽いて小麦粉などを作った。

## 地理

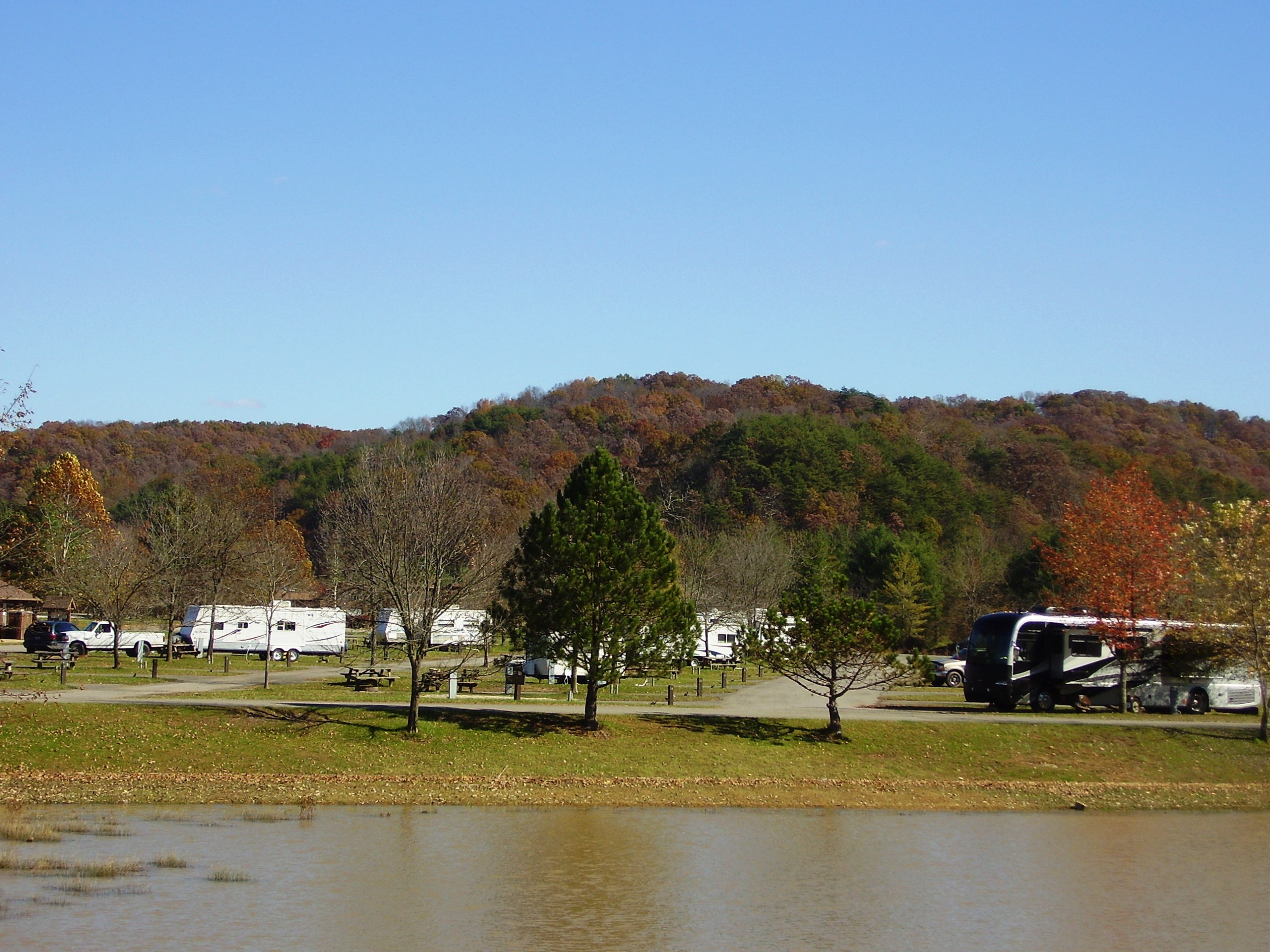
ビーチフォーク州立公園のキャンプ場

アメリカ合衆国国勢調査局に拠れば、郡域全面積は512平方マイル (1,327 km2)であり、このうち陸地506平方マイル (1,310 km2)、水域は6平方マイル (17 km2)で水域率は1.25%である。

### 河川と湖
- オハイオ川
- ビッグサンディ川
- トウェルブポール・クリーク
- ビーチフォーク湖
- イーストリン湖
- タグフォーク

### 主要高規格道路
- 州間高速道路64号線
- アメリカ国道52号線
- アメリカ国道60号線
- ウェストバージニア州道37号線
- ウェストバージニア州道152号線
- ウェストバージニア州道75号線

#### 鉄道
- ノーフォーク・サザン鉄道の元ノーフォーク・ウェスタン鉄道部分
- CSXトランスポーテーションの元チェサピーク・アンド・オハイオ鉄道カナー支線
- カナー川ターミナル鉄道

### 隣接する郡
- ローレンス郡 (オハイオ州) - 北
- キャベル郡 - 北東
- リンカーン郡 - 東
- ミンゴ郡 - 南東
- マーティン郡 (ケンタッキー州) - 南
- ローレンス郡 (ケンタッキー州) - 西
- ボイド郡 (ケンタッキー州) - 北西

## 人口動態
以下は2000年国勢調査による人口統計データである。
| 基礎データ - 人口: 42,903人 - 世帯数: 17,239 世帯 - 家族数: 12,653 家族 - 人口密度: 33人/km2（85人/mi2） - 住居数: 19,107軒 - 住居密度: 15軒/km2（38軒/mi2） 人種別人口構成 - 白人: 98.79% - アフリカン・アメリカン: 0.13% - ネイティブ・アメリカン: 0.23% - アジア人: 0.20% - 太平洋諸島系: 0.02% - その他の人種: 0.08% - 混血: 0.56% - ヒスパニック・ラテン系: 0.47% 年齢別人口構成 - 18歳未満: 23.4% - 18-24歳: 8.7% - 25-44歳: 27.7% - 45-64歳: 25.3% - 65歳以上: 14.9% - 年齢の中央値: 38歳 - 性比（女性100人あたり男性の人口） - 総人口: 95.8 - 18歳以上: 91.8 | 世帯と家族（対世帯数） - 18歳未満の子供がいる: 31.2% - 結婚・同居している夫婦: 59.2% - 未婚・離婚・死別女性が世帯主: 10.8% - 非家族世帯: 26.6% - 単身世帯: 24.1% - 65歳以上の老人1人暮らし: 11.1% - 平均構成人数 - 世帯: 2.48人 - 家族: 2.92人 収入と家計 - 収入の中央値 - 世帯: 27,352米ドル - 家族: 32,458米ドル - 性別 - 男性: 31,554米ドル - 女性: 20,730米ドル - 人口1人あたり収入: 14,906米ドル - 貧困線以下 - 対人口: 19.6% - 対家族数: 16.2% - 18歳未満: 25.5% - 65歳以上: 15.2% |

## 都市と町

### 法人化自治体
- ウェイン - 郡庁所在地
- セレド市
- フォートゲイ町
- ハンティントン市、大半はキャベル郡内
- ケノバ市
- イーストリン（法人廃止）
- ダンロー（法人廃止）

### 未編入の町
| - アーデル - アーミルダ - ベセスダ - ブートン - ボーウェン - ブラバント - バッファロークリーク | - センタービル - コールマン - コーブギャップ - クロケット - クラム - サイラス - ディクソン | - ドーン - ダンロー - イーストリン - エコー - エフィー - エルムウッド - ファーガソン | - フレミング - ジェノア - ギルカーソン - ジラード - グレンヘイズ - グランドビューガーデンズ - ヒドンバレー | - ハバーズタウン - ラバレット - ミネラルスプリングス - ミズーリブランチ - ニール - ネストロー - オークビューハイツ | - プリチャード - クエーカー - ラドナー - ソルトピーター - ショールズ - シドニー - ステップタウン | - スティルトナー（廃村） - ストーンコール - スウィートラン - トリップ - ウェブ - ウェストモアランド - ウィルソンデール - ウィンスロウ |

## ウェイン郡に関する書籍
- Last Train to Dunlow by Kay and Jack Dickinson. oclc 66901525.
- On the Trail of the Powhatan Arrow by Kay and Jack Dickinson. ISBN 978-0-9774116-1-0.
- Discovering Lavalette by Gina Simmons. ISBN 978-1-4389-8707-1.
- Pioneers, Rebels and Wolves by Robert Thompson.
- Climbing Trout's Hill by Robert Thompson.
- East Lynn Booming by Robert Thompson. oclc 363205071.
- Images Of East Lynn by Robert Thompson.
- Fear No Man by Robert Thompson.
- Aging Wonders by Robert Thompson.
- Few Among The Mountains by Robert Thompson.